# Gaius Valerius Gracilis
Gaius Valerius Gracilis war ein im 1. und 2. Jahrhundert n. Chr. lebender Angehöriger des römischen Ritterstandes (eques).
Durch ein Militärdiplom ist belegt, dass er im Jahr 124 n. Chr. Kommandeur der Cohors III Campestris war, die zu diesem Zeitpunkt in der Provinz Dacia superior stationiert war. In dem Diplom wird sein Name als Gracilius geschrieben, wobei es sich aber um einen Schreibfehler handeln dürfte. Als seine Herkunft ist in dem Diplom Caesarea angegeben; um welches der zahlreichen Caesarea es sich dabei gehandelt hat, lässt sich nicht feststellen.
Gracilis ist wahrscheinlich identisch mit dem Präfekten der Ala I Bosporanorum, der in einer Inschrift genannt wird, die bei Micia in Dakien gefunden wurde. Die Leitung der Cohors III Campestris dürfte daher sein erstes militärisches Kommando (militia prima) gewesen sein, während das Kommando über die Ala I Bosporanorum vermutlich die dritte Stufe seiner militärischen Laufbahn im Rahmen der Tres militiae war.